# Gezer
Gezer (hebr. ‏תל גזר‎) – ruiny starożytnego miasta kananejskiego położone przy kibucu Gezer, w połowie drogi między Jerozolimą a Jafą, w środkowej części Izraela.

## Historia
Miasto zamieszkane było już we wczesnej epoce brązu, na co wskazuje znaleziona ceramika. Miasto wspomniane jest w listach z Amarna. Na początku epoki żelaza zamieszkane przez Filistynów. Według Biblii miasto miało być zdobyte przez Egipcjan, a następnie faraon miał oddać je Salomonowi w posagu. Król Izraela przebudował i umocnił miasto (1 Krl 9,15-19). Miasto zostało zniszczone w wyniku inwazji babilońskiej.

## Archeologia
Miasto wybudowano na wysoko położonym wzgórzu (Tel Gezer). Było dodatkowo wzmocnione stokiem bojowym. W późniejszych czasach, być może za panowania Salomona, wzniesiono kazamatowe mury obronne z trójdzielną bramą. Podczas prac archeologicznych odkryto około dwunastu monolitów (macewa, l. mn. macewot), wkopanych w ziemię kamieni, czyli „świętych słupów”. W Gezer zostały również znalezione pozostałości akweduktów doprowadzających wodę do miasta (datowane na ok. 1900 p.n.e.). W roku 1908 znaleziono wapienną tabliczkę zapisaną pismem paleohebrajskim, przypuszczalnie z X w. p.n.e., tzw. Kalendarz z Gezer (proste zestawienie prac rolnych). Prymitywność i niedbałość pisma wskazuje, że mogło to być ćwiczenie ucznia.